# Un țipăt în noapte (film din 1956)
Un țipăt în noapte (titlu original: A Cry in the Night) este un film american din 1956 regizat de Frank Tuttle. Este creat în genurile noir, dramatic și thriller. Rolurile principale au fost interpretate de actorii Edmond O'Brien, Brian Donlevy, Natalie Wood și Raymond Burr. Filmul este produs și narat de Alan Ladd. Scenariul este scris de David Dortort  pe baza unei povestiri de Whit Masterson.

## Distribuție
- Edmond O'Brien as Capt. Dan Taggart
- Brian Donlevy as Capt. Ed Bates
- Natalie Wood as Liz Taggart
- Raymond Burr as Harold Loftus
- Richard Anderson as Owen Clark
- Irene Hervey as Helen Taggart
- Carol Veazie as Mabel Loftus
- Mary Lawrence as Madge Taggart
- Anthony Caruso as Tony Chavez
- George J. Lewis as George Gerrity
- Peter Hansen as Dr. Frazee
- Tina Carver as Marie Holzapple
- Herb Vigran as Sgt. Jensen